# Coolum Beach
Coolum Beach ist ein Küstenort an der Sunshine Coast im australischen Bundesstaat Queensland.

## Geographie
Coolum Beach ist eines von sieben städtischen Zentren in der Region Sunshine Coast. Die nächste Großstadt Brisbane ist 119 Kilometer entfernt. Der Sandstrand, der die Stadt umfasst, trägt denselben Namen. Nahe Coolum Beach befindet sich der Mount-Coolum-Nationalpark, dessen Zentrum der Mount Coolum ist. Der Berg ist von fast ganz Coolum Beach aus sichtbar. Im Westen ist der Ort von einer hügeligen Landschaft umgeben, während im Osten der  Pazifische Ozean liegt.

## Geschichte
Der Name Coolum leitet sich vom Wort kulum oder gulum aus einer lokalen Aboriginesprache ab, welches sich mit ,blank' oder ,ohne Spitze' übersetzen lässt. Dies lässt sich darauf zurückführen, dass der Mount Coolum keine Spitze hat.

Die ersten Europäer erreichten Coolum Beach im 19. Jahrhundert. Sie bauten Zuckerrohrplantagen an, die später für wirtschaftlichen Erfolg sorgen sollten. Anfang des 20. Jahrhunderts begannen sich europäische Siedler dauerhaft niederzulassen. Sie schufen Möglichkeiten Coolum Beach mit anderen Städten zu verbinden. So wurde eine Straßenbahn eröffnet, die in den 1920er Jahren ausgebaut wurde, und zusätzlich wurde ein Kahn gebaut. Diese logistischen Maßnahmen förderten den Erfolg des Zuckerrohranbaus, der der Stadt finanzielle Stabilität gab. Ab den 1960er-Jahren wurde der Zuckerrohranbau durch den Tourismus als wichtigste Einnahmequelle abgelöst.

## Tourismus
Tourismus in Coolum Beach begann in den 1960er Jahren, als sich Arbeiter aus Brisbane niederließen und erste Ferienhäuser bauten. Heute ist der Strand einer der beliebtesten der Sunshine Coast und auch zum Surfern geeignet. So gibt es einen ortseigenen Surfclub am südlichen Ende der Strandpromenade und eine Surfschule.

## Sonstiges
International bekannt ist Coolum Beach durch Events, die in der Region stattfanden. 2002 kamen die Staatschefs der Commonwealth-Mitglieder für das Commonwealth Heads of Government Meeting nach Coolum Beach. Von 2002 bis 2012 war die Stadt Austragungsort der Australian PGA Championship, einem wichtigen Turnier im australischen Golfkalender.
Julian Wilson, ein international bekannter Surfer, ist in Coolum Beach geboren und aufgewachsen.

## Vororte von Coolum Beach
- Peregian Springs
- Peregian Beach
- Yandina Creek
- Marcoola
- Yaroomba